# Liste der Bodendenkmäler in Gilching
Auf dieser Seite sind die Bodendenkmäler in der oberbayerischen Gemeinde Gilching zusammengestellt. Diese Tabelle ist eine Teilliste der Liste der Bodendenkmäler in Bayern. Grundlage ist die Bayerische Denkmalliste, die auf Basis des Bayerischen Denkmalschutzgesetzes vom 1. Oktober 1973 erstmals erstellt wurde und seither durch das Bayerische Landesamt für Denkmalpflege geführt wird. Die folgenden Angaben ersetzen nicht die rechtsverbindliche Auskunft der Denkmalschutzbehörde.

## Bodendenkmäler in Gilching
| Lage       | Objekt | Akten-Nr.     | Bild           |
| ---------- | --- | ------------- | -------------- |
| (Standort) | Grabhügel mit Bestattungen der Hallstattzeit. | D-1-7833-0220 |                |
| (Standort) | Verebnete Grabhügel mit Bestattungen der Bronzezeit.                                                                                               | D-1-7833-0222 |                |
| (Standort) | Grabhügel vorgeschichtlicher Zeitstellung. | D-1-7833-0223 |                |
| (Standort) | Verebnete Grabhügel vorgeschichtlicher Zeitstellung.                                                                                               | D-1-7833-0224 |                |
| (Standort) | Viereckschanze der späten Latènezeit. | D-1-7833-0225 | weitere Bilder |
| (Standort) | Viereckschanze der späten Latènezeit. | D-1-7833-0226 | weitere Bilder |
| (Standort) | Straße der römischen Kaiserzeit (Teilstück der Trasse Augsburg–Salzburg).                                                                          | D-1-7833-0227 |                |
| (Standort) | Körpergräber des Endneolithikums oder der frühen Bronzezeit.                                                                                       | D-1-7833-0228 |                |
| (Standort) | Körpergräber der frühen Bronzezeit sowie Siedlung der Bronze- und Urnenfelderzeit.                                                                 | D-1-7833-0229 |                |
| (Standort) | Villa rustica der römischen Kaiserzeit. | D-1-7833-0234 |                |
| (Standort) | Villa rustica der römischen Kaiserzeit. | D-1-7833-0235 |                |
| (Standort) | Verebnete Grabhügel mit Kreisgräben vorgeschichtlicher Zeitstellung.                                                                               | D-1-7833-0240 |                |
| (Standort) | Siedlung der römischen Kaiserzeit, des frühen Mittelalters, des Spätmittelalters und der frühen Neuzeit.                                           | D-1-7833-0241 |                |
| (Standort) | Siedlung vorgeschichtlicher Zeitstellung. | D-1-7833-0243 |                |
| (Standort) | Siedlung vor- und frühgeschichtlicher Zeitstellung.                                                                                                | D-1-7833-0245 |                |
| (Standort) | Verebnete Grabhügel vorgeschichtlicher Zeitstellung.                                                                                               | D-1-7833-0248 |                |
| (Standort) | Grabhügel vorgeschichtlicher Zeitstellung. | D-1-7833-0260 |                |
| (Standort) | Grabhügel vorgeschichtlicher Zeitstellung. | D-1-7833-0263 |                |
| (Standort) | Grabhügel vorgeschichtlicher Zeitstellung. | D-1-7833-0273 |                |
| (Standort) | Grabhügel vorgeschichtlicher Zeitstellung. | D-1-7833-0275 |                |
| (Standort) | Siedlung vorgeschichtlicher Zeitstellung. | D-1-7833-0284 |                |
| (Standort) | Siedlung des Jungneolithikums (Altheimer Kultur).                                                                                                  | D-1-7833-0286 |                |
| (Standort) | Brandgräber der römischen Kaiserzeit. | D-1-7833-0291 |                |
| (Standort) | Verebneter Grabhügel mit Bestattungen der Bronzezeit.                                                                                              | D-1-7833-0292 |                |
| (Standort) | Straße der römischen Kaiserzeit mit begleitenden Materialentnahmegruben (Teilstück der Trasse Augsburg–Salzburg).                                  | D-1-7833-0301 |                |
| (Standort) | Körpergräber der späten römischen Kaiserzeit und des frühen Mittelalters sowie Burgstall des hohen Mittelalters („Grafenburg“).                    | D-1-7833-0303 |                |
| (Standort) | Verebnete Grabhügel vorgeschichtlicher Zeitstellung sowie Siedlung der mittleren und späten römischen Kaiserzeit.                                  | D-1-7833-0308 |                |
| (Standort) | Körpergräber und Siedlung vor- und frühgeschichtlicher Zeitstellung.                                                                               | D-1-7833-0309 |                |
| (Standort) | Bestattungsplatz mit Kreisgräben der Bronze- oder Urnenfelderzeit.                                                                                 | D-1-7833-0310 |                |
| (Standort) | Körpergräber vor- und frühgeschichtlicher Zeitstellung.                                                                                            | D-1-7833-0318 |                |
| (Standort) | Untertägige mittelalterliche und frühneuzeitliche Befunde im Bereich der katholischen Pfarrkirche St. Vitus in Gilching und ihrer Vorgängerbauten. | D-1-7833-0371 |                |
| (Standort) | Abgegangene Kirche des Mittelalters und der frühen Neuzeit („St. Nikolaus“) mit aufgelassenem Friedhof.                                            | D-1-7833-0372 |                |
| (Standort) | Siedlung der Bronzezeit, des hohen und späten Mittelalters sowie der frühen Neuzeit („Argelsried“).                                                | D-1-7833-0373 |                |
| (Standort) | Siedlung der späten Bronzezeit und der Urnenfelderzeit sowie Straße der römischen Kaiserzeit.                                                      | D-1-7833-0374 |                |
| (Standort) | Siedlung der jüngeren Latènezeit. | D-1-7833-0375 |                |
| (Standort) | Siedlung der frühen bis mittleren Bronzezeit. | D-1-7833-0386 |                |
| (Standort) | Siedlung vor- und frühgeschichtlicher Zeitstellung sowie Körpergräber des frühen Mittelalters.                                                     | D-1-7833-0387 |                |
| (Standort) | Siedlung der Bronzezeit. | D-1-7833-0388 |                |
| (Standort) | Brandgräber mit Kreisgräben der Urnenfelderzeit oder der Hallstattzeit.                                                                            | D-1-7833-0389 |                |
| (Standort) | Siedlung vorgeschichtlicher Zeitstellung und des frühen Mittelalters.                                                                              | D-1-7833-0390 |                |
| (Standort) | Siedlung der Hallstattzeit. | D-1-7833-0398 |                |
| (Standort) | Siedlung der Bronzezeit und des frühen Mittelalters.                                                                                               | D-1-7833-0400 |                |
| (Standort) | Siedlung vor- und frühgeschichtlicher Zeitstellung.                                                                                                | D-1-7833-0403 |                |
| (Standort) | Verebneter Grabhügel mit Kreisgraben und Bestattungen der Bronzezeit.                                                                              | D-1-7833-0404 |                |
| (Standort) | Straße der römischen Kaiserzeit mit begleitenden Materialentnahmegruben (Teilstück der Trasse Augsburg–Salzburg).                                  | D-1-7933-0025 |                |
| (Standort) | Grabhügel vorgeschichtlicher Zeitstellung und Siedlung der Bronze- und Urnenfelderzeit.                                                            | D-1-7933-0139 |                |
| (Standort) | Untertägige mittelalterliche und frühneuzeitliche Befunde im Bereich der katholischen Kapelle St. Ägidius in Sankt Gilgen und ihres Vorgängerbaus. | D-1-7933-0255 |                |